# 목포북교초등학교 느티나무
목포북교초등학교 느티나무는 전라남도 목포시 북교동, 목포북교초등학교에 있다. 2012년 5월 21일 목포시의 문화유산 제13호로 지정되었다.

## 개요
이 나무는 목포 북교초등학교 본관 좌측에 자리하고 있으며, 수종은 느티나무이다. 목포 북교초등학교는 1897년 목포개항과 함께 성립되었으며, 1901년에 현 위치로 이전해와 오늘에 이르고 있다. 이 느티나무는 북교초등학교의 교목이자 상징이다.

## 같이 보기
- 목포북교초등학교